# Ulla Sandbæk
Ulla Margrethe Sandbæk (født i Viborg den 1. april 1943) er en dansk politiker og tidligere sognepræst, datter af Harald Sandbæk. Ved valget i 2015 valgt ind i Folketinget for Alternativet med 1233 personlige stemmer. 

## Præst
Hun blev student 1963, Cand.theol. fra Københavns Universitet 1971 og var sognepræst ved Filips Kirke i København 1971-73. Derefter var hun sognepræst i Birkerød Sogn fra 1974 og indtil 31. juli 2004 (stillingen blev varetaget med 20 procent, mens Ulla Sandbæk var medlem af Europa-Parlamentet).

## Politiker
Kandidat til Europa-Parlamentet for Folkebevægelsen mod EF i 1988-1989 samt for Junibevægelsen i 1994 og 1999. Medlem af Europa-Parlamentet 1989-2004.
Medlem af bestyrelsen for Grundlovskomiteen 2003 vedr. Irak-krigen siden marts 2006.
Valgt som spidskandidat for partiet Alternativet i Københavns Omegns Storkreds d. 13. september 2014  og valgt ved folketingsvalget 18. juni 2015. Hun var til midten af marts 2016 integrationsordfører, og var endvidere Alternativets ordfører for indfødsret, udvikling og kirke og medlem af Udlændinge- og Integrationsudvalget indtil folketingsvalget i juni 2019, hvor hun ikke blev genvalgt til Folketinget.
Hun var sygemeldt fra Folketinget fra 28. november 2017 til 3. marts 2018 med hjernerystelse, hvor Anders Stjernholm overtog hendes plads.

## Udgivelser
Ulla Sandbæk har udgivet flere bøger.